# Protoschizomus gertschi
Espèce
Protoschizomus gertschi est une espèce de schizomides de la famille des Protoschizomidae.

## Distribution
Cette espèce est endémique du Tamaulipas au Mexique,. Elle se rencontre dans la grotte Sótano de Riachuelo à Gómez Farías à 2 500 m d'altitude.

## Description
La femelle holotype mesure 5,96 mm.

## Étymologie
Cette espèce est nommée en l'honneur de Willis John Gertsch.

## Publication originale
- Cokendolpher & Reddell, 1992 : Revision of the Protoschizomidae (Arachnida: Schizomida) with notes on the phylogeny of the order. Texas Memorial Museum Speleological Monograph, vol. 3, p. 31-74.